# Andrej Gălăbinov
Andrej Asenov Gălăbinov (in bulgaro Андрей Асенов Гълъбинов?; Sofia, 27 novembre 1988) è un ex calciatore bulgaro, di ruolo attaccante.

## Biografia
Nasce da una famiglia di sportivi.
Suo padre è Asen Gălăbinov e suo nonno paterno era Andrej Gălăbinov, ex giocatori della nazionale di pallavolo della Bulgaria. Sua madre Paulina Filipova, ex giocatrice della nazionale di pallavolo della Bulgaria, e suo nonno materno Jordan Filipov, ex portiere del CSKA Sofia e della nazionale di calcio bulgara. Oltre a questo è anche fratello del pallavolista Jordan Gălăbinov.

## Caratteristiche tecniche
È una prima punta, forte fisicamente. Grazie ai suoi 192 cm si dimostra abile nel gioco aereo.

## Carriera

### Club

#### Gli inizi: Bulgaria, Cipro e l'approdo in Italia
Cresce calcisticamente in Bulgaria nelle giovanili della squadra della sua città natale, il CSKA Sofia. Nel 2004 si trasferisce a Cipro con la sua famiglia e gioca nelle giovanili dell'Omonia. L'anno successivo, complice la nomina del padre come allenatore della Pallavolo Modena, Andrej si trasferisce in Italia.
All'arrivo in Italia viene acquistato dal Castellarano società emiliana di Serie D, successivamente nel 2007 viene notato e acquistato dal Bologna, tuttavia non trovando spazio in prima squadra ma soltanto nella squadra della Primavera felsinea per lui (21 presenze e 9 reti) nell'estate 2008, viene girato in prestito al Giulianova, con cui disputa il campionato di Lega Pro Seconda Divisione, con il club abruzzese raccoglie 12 presenze segnando una rete. Nel gennaio del 2009 viene girato in prestito alla Giacomense, sempre in Lega Pro Seconda Divisione, dove realizza 3 reti in 12 partite. Nel luglio 2009 il suo cartellino viene rilevato a titolo definitivo dal Lumezzane per 300.000 euro, militando in Lega Pro Prima Divisione. Con la società bresciana, raccoglie in un anno e mezzo complessivamente; 56 presenze segnando 17 reti.

#### Livorno e prestiti vari
Il 1º febbraio 2011, passa per 500.000 euro al Livorno, facendo il suo esordio in Serie B, una settimana più tardi, nella sconfitta casalinga per 0-1 contro il Vicenza. Nell'estate 2011, passa al Sorrento raccogliendo in pochi mesi solamente 9 presenze, segnando una rete. Nel gennaio 2012 conclude la stagione in prestito al Bassano, militando in Lega Pro Prima Divisione, con il club veneto gioca 15 partite siglando una rete. Nel luglio 2012 viene ceduto in prestito stagionale al Gubbio, realizzando ben 12 gol in 24 partite. Le prestazioni del bulgaro destano l'interesse dei dirigenti dell'Avellino, anche grazie a una doppietta proprio contro gli irpini, venendo ufficializzato il 16 luglio 2013, dalla società bianco-verde (in prestito dal Livorno). Con i campani gioca 39 gare, realizzando un ottimo score di 15 gol in campionato e una rete anche in Coppa Italia, conquistando così anche la prima convocazione ufficiale della nazionale maggiore bulgara.
Al termine della stagione Galabinov tornato a fine prestito a Livorno, disputa un altro campionato di Serie B in maglia amaranto, mettendo a segno 6 reti in 29 incontri.

#### Novara e Genoa
Il 12 agosto 2015 viene ingaggiato dal Novara, club neopromosso in Serie B per 1,5 milioni di euro. Alla prima stagione con la maglia del Novara, realizza 13 reti in 39 partite, sfiorando tramite i playoff la promozione in Serie A. La stagione successiva disputata sempre in serie cadetta, colleziona 34 presenze, realizzando 12 reti, con la squadra azzurra che chiude il campionato al nono posto. In due anni, con la squadra piemontese, raccoglie complessivamente 77 presenze segnando 26 reti.
Il 7 luglio 2017 viene ingaggiato per 3 milioni di euro dal Genoa. Il successivo 20 agosto con la maglia dei grifoni fa il suo esordio in Serie A, alla prima giornata di campionato, in occasione della trasferta (0-0) contro il Sassuolo. Sei giorni dopo, alla seconda giornata di campionato, segna la sua prima rete in Serie A su calcio di rigore (decretato dalla VAR) contro la Juventus, superando Gianluigi Buffon dal dischetto e siglando il momentaneo 2-0; la partita viene poi vinta per 2-4 dai bianconeri. Si ripete col gol iniziale della vittoria del Genoa a Cagliari per 3-2 il 15 ottobre, mentre il 6 gennaio 2018 decide il match-salvezza vinto a Marassi per 1-0 col Sassuolo. Quelle sono state le sue uniche 3 reti in rossoblù, nel corso di una stagione in cui, in 20 presenze a referto, si è alternato in attacco con Gianluca Lapadula.

#### Spezia
Il 17 agosto 2018 passa allo Spezia per 3 milioni di euro, società di Serie B. Nella sua prima stagione trova spazio segnando 6 reti in 26 gare di campionato.
L'anno successivo segna subito alla prima giornata nel successo esterno col Cittadella (0-3), complice una lesione del tendine rotuleo, trova meno spazio. Torna a disposizione a fine gennaio in vista della gara contro il Crotone (poi vinta 1-2 dai liguri) in cui rimpiazza Antonino Ragusa nel finale. Il 4 marzo 2020 viene schierato titolare per la prima volta dopo l'infortunio nel vittorioso 2-0 contro il Pescara. Il 26 giugno dello stesso anno invece, ritrova la via del gol nella partita in trasferta col Chievo (1-3), in cui lui è autore di una tripletta, la prima per lui in maglia spezzina; tra l'altro era da Cittadella-Spezia 28 aprile 2015 che un calciatore bianconero, l'autore in tal caso era Andrea Catellani, non realizzava tre reti in una singola gara.
L'11 agosto successivo, firma il primo gol della vittoria per 3-1 nella semifinale di ritorno dei play-off contro il Chievo, contribuendo all'accesso alla prima finale play-off della storia dei liguri il 20 dello stesso mese, dopo aver superato in finale il Frosinone in virtù del miglior piazzamento in classifica nella stagione regolare lo Spezia conquista per la prima volta la promozione in massima serie. Conclude il campionato mettendo a segno 7 reti in 19 partite.
La sua terza stagione a La Spezia si apre il 27 settembre successivo, quando, alla prima giornata di Serie A, il bulgaro sigla la prima e storica rete in massima serie degli aquilotti, il gol della bandiera nella partita persa per 1-4 all'Orogel Stadium-Dino Manuzzi di Cesena contro il Sassuolo. Si ripete tre giorni dopo nella gara vinta per 2-0 in casa dell'Udinese, nella quale mette a segno una doppietta che consegna la prima vittoria in massima serie ai liguri e gli permette di eguagliare il suo record di gol in una singola stagione in massima serie (3). Complici infortuni e concorrenza gioca poco negli ultimi mesi del campionato.

#### Reggina e ritorno a Lumezzane
Il 18 agosto 2021 si lega alla Reggina firmando un contratto triennale.
Realizza il suo primo gol in maglia amaranto nella seconda giornata di Serie B in casa contro la Ternana su calcio di rigore.
Rimasto svincolato nell'estate del 2023, dopo l'esclusione della Reggina dai campionati, il 7 marzo 2024 si accasa nuovamente al Lumezzane, in Serie C, dove aveva giocato tra il 2009 e il 2011.
Il 1º luglio 2024 rimane svincolato, non avendogli il Lumezzane rinnovato il contratto.

### Nazionale
Il 5 marzo 2014 ha esordito nella nazionale bulgara, disputando il primo tempo della partita amichevole vinta per 2-1 in casa contro la Bielorussia. Realizza il suo primo gol in nazionale il 22 maggio dello stesso anno, nel pareggio per 1-1 in amichevole contro il Canada.

## Statistiche

### Presenze e reti nei club
Statistiche aggiornate al 1º luglio 2024.
| Stagione         | Squadra          | Campionato       | Campionato | Campionato | Coppe nazionali | Coppe nazionali | Coppe nazionali | Coppe continentali | Coppe continentali | Coppe continentali | Altre coppe | Altre coppe | Altre coppe | Totale | Totale |
| Stagione         | Squadra          | Comp             | Pres       | Reti       | Comp            | Pres            | Reti            | Comp               | Pres               | Reti               | Comp        | Pres        | Reti        | Pres   | Reti   |
| ---------------- | ---------------- | ---------------- | ---------- | ---------- | --------------- | --------------- | --------------- | ------------------ | ------------------ | ------------------ | ----------- | ----------- | ----------- | ------ | ------ |
| 2006-2007        | Castellarano     | D                | 18         | 2          | -               | -               | -               | -                  | -                  | -                  | -           | -           | -           | 18     | 2      |
| 2007-2008        | Bologna          | B                | 0          | 0          | CI              | 0               | 0               | -                  | -                  | -                  | -           | -           | -           | 0      | 0      |
| 2008-gen. 2009   | Giulianova       | 2D               | 12         | 1          | CI-LP           | 0               | 0               | -                  | -                  | -                  | -           | -           | -           | 12     | 1      |
| gen.-giu. 2009   | Giacomense       | 2D               | 12         | 3          | CI-LP           | 0               | 0               | -                  | -                  | -                  | -           | -           | -           | 12     | 3      |
| 2009-2010        | Lumezzane        | 1D               | 26         | 8          | CI+CI-LP        | 1+8             | 0+3             | -                  | -                  | -                  | -           | -           | -           | 35     | 11     |
| 2010-gen. 2011   | Lumezzane        | 1D               | 19         | 4          | CI+CI-C         | 2+0             | 2+0             | -                  | -                  | -                  | -           | -           | -           | 21     | 6      |
| gen.-giu. 2011   | Livorno          | B                | 3          | 0          | CI              | -               | -               | -                  | -                  | -                  | -           | -           | -           | 3      | 0      |
| 2011-gen. 2012   | Sorrento         | 1D               | 9          | 1          | CI+CI-LP        | 0+1             | 0               | -                  | -                  | -                  | -           | -           | -           | 10     | 1      |
| gen.-giu. 2012   | Bassano Virtus   | 1D               | 15         | 1          | CI-LP           | -               | -               | -                  | -                  | -                  | -           | -           | -           | 15     | 1      |
| 2012-2013        | Gubbio           | 1D               | 24         | 12         | CI+CI-LP        | 1+1             | 2+0             | -                  | -                  | -                  | -           | -           | -           | 26     | 14     |
| 2013-2014        | Avellino         | B                | 39         | 15         | CI              | 4               | 1               | -                  | -                  | -                  | -           | -           | -           | 43     | 16     |
| 2014-2015        | Livorno          | B                | 29         | 6          | CI              | 1               | 1               | -                  | -                  | -                  | -           | -           | -           | 30     | 7      |
| Totale Livorno   | Totale Livorno   | Totale Livorno   | 32         | 6          |                 | 1               | 1               |                    | -                  | -                  |             | -           | -           | 33     | 7      |
| 2015-2016        | Novara           | B                | 36+3       | 12+1       | CI              | 1               | 0               | -                  | -                  | -                  | -           | -           | -           | 40     | 13     |
| 2016-2017        | Novara           | B                | 34         | 12         | CI              | 3               | 1               | -                  | -                  | -                  | -           | -           | -           | 37     | 13     |
| Totale Novara    | Totale Novara    | Totale Novara    | 70+3       | 24+1       |                 | 4               | 1               |                    | -                  | -                  |             | -           | -           | 77     | 26     |
| 2017-2018        | Genoa            | A                | 20         | 3          | CI              | 1               | 0               | -                  | -                  | -                  | -           | -           | -           | 21     | 3      |
| 2018-2019        | Spezia           | B                | 25+1       | 6          | CI              | 0               | 0               | -                  | -                  | -                  | -           | -           | -           | 26     | 6      |
| 2019-2020        | Spezia           | B                | 15+4       | 6+1        | CI              | 2               | 0               | -                  | -                  | -                  | -           | -           | -           | 21     | 7      |
| 2020-2021        | Spezia           | A                | 12         | 3          | CI              | 2               | 1               | -                  | -                  | -                  | -           | -           | -           | 14     | 4      |
| Totale Spezia    | Totale Spezia    | Totale Spezia    | 52+5       | 15+1       |                 | 4               | 1               |                    | -                  | -                  |             | -           | -           | 61     | 17     |
| 2021-2022        | Reggina          | B                | 31         | 9          | CI              | 0               | 0               | -                  | -                  | -                  | -           | -           | -           | 31     | 9      |
| 2022-2023        | Reggina          | B                | 4+1        | 0          | CI              | -               | -               | -                  | -                  | -                  | -           | -           | -           | 5      | 0      |
| Totale Reggina   | Totale Reggina   | Totale Reggina   | 35+1       | 9          |                 | 0               | 0               |                    | -                  | -                  |             | -           | -           | 36     | 9      |
| 2023-2024        | Lumezzane        | C                | 4+1        | 0          | CI-C            | -               | -               | -                  | -                  | -                  | -           | -           | -           | 5      | 0      |
| Totale Lumezzane | Totale Lumezzane | Totale Lumezzane | 49+1       | 12         |                 | 11              | 5               |                    | -                  | -                  |             | -           | -           | 61     | 17     |
| Totale carriera  | Totale carriera  | Totale carriera  | 387+10     | 104+2      |                 | 28              | 11              |                    | -                  | -                  |             | -           | -           | 425    | 117    |

### Cronologia presenze e reti in nazionale
| Cronologia completa delle presenze e delle reti in nazionale ― Bulgaria | Cronologia completa delle presenze e delle reti in nazionale ― Bulgaria | Cronologia completa delle presenze e delle reti in nazionale ― Bulgaria | Cronologia completa delle presenze e delle reti in nazionale ― Bulgaria | Cronologia completa delle presenze e delle reti in nazionale ― Bulgaria | Cronologia completa delle presenze e delle reti in nazionale ― Bulgaria | Cronologia completa delle presenze e delle reti in nazionale ― Bulgaria | Cronologia completa delle presenze e delle reti in nazionale ― Bulgaria |
| Data                                                                    | Città                                                                   | In casa                                                                 | Risultato                                                               | Ospiti                                                                  | Competizione                                                            | Reti                                                                    | Note                                                                    |
| ----------------------------------------------------------------------- | ----------------------------------------------------------------------- | ----------------------------------------------------------------------- | ----------------------------------------------------------------------- | ----------------------------------------------------------------------- | ----------------------------------------------------------------------- | ----------------------------------------------------------------------- | ----------------------------------------------------------------------- |
| 5-3-2014                                                                | Sofia                                                                   | Bulgaria                                                                | 2 – 1                                                                   | Bielorussia                                                             | Amichevole                                                              | -                                                                       | 46’                                                                     |
| 23-5-2014                                                               | Sofia                                                                   | Bulgaria                                                                | 1 – 1                                                                   | Canada                                                                  | Amichevole                                                              | 1                                                                       | 60’                                                                     |
| 9-9-2014                                                                | Baku                                                                    | Azerbaigian                                                             | 1 – 2                                                                   | Bulgaria                                                                | Qual. Euro 2016                                                         | -                                                                       | 58’                                                                     |
| 10-10-2014                                                              | Sofia                                                                   | Bulgaria                                                                | 0 – 1                                                                   | Croazia                                                                 | Qual. Euro 2016                                                         | -                                                                       | 46’                                                                     |
| 13-10-2014                                                              | Oslo                                                                    | Norvegia                                                                | 2 – 1                                                                   | Bulgaria                                                                | Qual. Euro 2016                                                         | -                                                                       | 56’                                                                     |
| 16-11-2014                                                              | Sofia                                                                   | Bulgaria                                                                | 1 – 1                                                                   | Malta                                                                   | Qual. Euro 2016                                                         | 1                                                                       | 58’                                                                     |
| 9-6-2017                                                                | Barysaŭ                                                                 | Bielorussia                                                             | 2 – 1                                                                   | Bulgaria                                                                | Qual. Mondiali 2018                                                     | -                                                                       | 54’                                                                     |
| 3-9-2017                                                                | Oslo                                                                    | Paesi Bassi                                                             | 3 – 1                                                                   | Bulgaria                                                                | Qual. Mondiali 2018                                                     | -                                                                       | 60’                                                                     |
| 7-10-2017                                                               | Sofia                                                                   | Bulgaria                                                                | 0 – 1                                                                   | Francia                                                                 | Qual. Mondiali 2018                                                     | -                                                                       | 48’                                                                     |
| 10-10-2017                                                              | Lussemburgo                                                             | Lussemburgo                                                             | 1 – 1                                                                   | Bulgaria                                                                | Qual. Mondiali 2018                                                     | -                                                                       | 49’                                                                     |
| 13-11-2017                                                              | Lisbona                                                                 | Bulgaria                                                                | 1 – 0                                                                   | Arabia Saudita                                                          | Amichevole                                                              | -                                                                       | 65’                                                                     |
| 28-3-2021                                                               | Sofia                                                                   | Bulgaria                                                                | 0 – 2                                                                   | Italia                                                                  | Qual. Mondiali 2022                                                     | -                                                                       |                                                                         |
| 31-3-2021                                                               | Belfast                                                                 | Irlanda del Nord                                                        | 0 – 0                                                                   | Bulgaria                                                                | Qual. Mondiali 2022                                                     | -                                                                       | 73’                                                                     |
| 5-6-2021                                                                | Mosca                                                                   | Russia                                                                  | 1 – 0                                                                   | Bulgaria                                                                | Amichevole                                                              | -                                                                       | 58’                                                                     |
| Totale                                                                  |                                                                         | Presenze                                                                | 14                                                                      |                                                                         | Reti                                                                    | 2                                                                       |                                                                         |

## Palmarès
- Coppa Italia Lega Pro: 1

Lumezzane: 2009-2010